# Большевик (Тимашёвский район)
Большевик — хутор в Тимашёвском районе Краснодарского края России.
Входит в состав Медвёдовского сельского поселения.

## Население
| 2002 | 2010 |
| ---- | ---- |
| 427  | ↗449 |

## Уличная сеть
| - Дальний переулок - Дальняя улица - Зори Кубани, улица - Краснодарская улица | - Кубанская улица - Лазурная улица - Полевая улица. |